# Bernabé Guerrero Torres
Bernabé Guerrero Torres (Buenos Aires, Argentina, ca. 1780 - Montevideo, Uruguay, ca. 1850) fue un periodista argentino que disfrutó de una dilatada trayectoria en el Río de la Plata como editor y redactor de diversos medios de prensa escrita periódica entre 1828 y 1850.

## Biografía
Estrenó su pluma de redactor en 1828 en Buenos Aires, con el diario Liberal.
Sin embargo, para 1830 ya se encontraba instalado en Montevideo, donde, en el mismo año, fue redactor de El Correo (periódico uruguayo), El Argos (aunque escribió allí de forma puntual), El Conciliador, El Caduceo y La Escoba.
Como redactor, proseguiría trabajando durante 20 años en los siguientes periódicos: El Exorcista (1831), El Rayo (1831), La Matraca (1832),  El Fanal (colaborador; 1832-1834),  El Independiente (1835-1836), El Diario de la Tarde (1837), El Correo (1840)-no confundir con el de 1830-, El Compás (1840-1842), El Hijo de la Revolución (1846), El Americano (1846) y El Conciliador (1847).
Además, entre 1831 y 1832 se desempeñó como editor de El Indicador.

## Seudónimos
Entre sus seudónimos se encontraban “Candelero de Bronce” y “Duque de Viceo”. 

## Actividad más allá del periodismo
En Argentina, en 1829, fue nombrado “secretario militar” de una expedición que visitó Santa Fe.
En Montevideo, en 1833, fue designado director general de las escuelas del Estado.